# 빌통
빌통(아프리칸스어: biltong)는 나미비아, 남아프리카 공화국, 짐바브웨의 염지·건조식품이다. 쇠고기와 사냥 고기부터 필레까지, 여러 종류의 고기를 근섬유 결대로 채썰거나 결 반대 방향으로 얇게 저며 만든다. 과거에는 스프링복이나 큰쿠두 등 사냥감을 활용해 만들었으나, 오늘날은 쇠고기와 타조고기를 많이 쓴다.

## 같이 보기
- 육포